# Bóng đá tại Đại hội Thể thao Đông Nam Á 2007 – Nữ
Nội dung bóng đá nữ tại Đại hội Thể thao Đông Nam Á 2007 được tổ chức tại Thái Lan từ ngày 2 tháng 12 đến ngày 13 tháng 12 năm 2007. Không có giới hạn độ tuổi tham dự đối với các đội tuyển nữ.
Thái Lan đã giành tấm huy chương vàng lần thứ tư sau khi đánh bại Việt Nam 2–0 trong trận chung kết, qua đó cắt đứt chuỗi vô địch ba lần liên tiếp của chính đối thủ. Myanmar giành tấm huy chương đồng chung cuộc sau khi vượt qua Lào trong trận tranh hạng ba. 

## Lịch thi đấu
Dưới đây là lịch thi đấu cho nội dung bóng đá nữ.
| G | Vòng bảng | ½ | Bán kết | B | Tranh huy chương đồng | F | Chung kết |

| CN 2 | T2 3 | T3 4 | T4 5 | T5 6 | T6 7 | T7 8 | CN 9 | T2 10 | T3 11 | T4 12 | T5 13 | T5 13 |
| ---- | ---- | ---- | ---- | ---- | ---- | ---- | ---- | ----- | ----- | ----- | ----- | ----- |
| G    | G    | G    | G    |      | G    | G    |      | ½     |       |       | B     | F     |

## Các quốc gia tham dự
6 đội tuyển trong tổng số 11 quốc gia Đông Nam Á đã tham dự nội dung thi đấu này.
| - Lào (MAS) - Malaysia (MAS) - Myanmar (MYA) | - Philippines (PHI) - Thái Lan (THA) - Việt Nam (VIE) |

## Địa điểm
Các trận đấu của giải đấu nữ được tổ chức tại sân vận động Thành phố Tumbon Mueangpug và sân vận động Thành phố Nakhon Ratchasima ở Nakhon Ratchasima.
| Nakhon Ratchasima                       | Nakhon Ratchasima                        | Nakhon Ratchasima                                                             |
| --------------------------------------- | ---------------------------------------- | ----------------------------------------------------------------------------- |
| Sân vận động Thành phố Tumbon Mueangpug | Sân vận động thành phố Nakhon Ratchasima | Nakhon RatchasimaBóng đá tại Đại hội Thể thao Đông Nam Á 2007 – Nữ (Thái Lan) |
| Sức chứa: 2.000                         | Sức chứa: 4.000                          | Nakhon RatchasimaBóng đá tại Đại hội Thể thao Đông Nam Á 2007 – Nữ (Thái Lan) |
|                                         |                                          | Nakhon RatchasimaBóng đá tại Đại hội Thể thao Đông Nam Á 2007 – Nữ (Thái Lan) |

## Đội hình
Mỗi đội tuyển được đăng ký tối đa 20 cầu thủ, trong đó tối đa ba cầu thủ là thủ môn.

## Bốc thăm
Lễ bốc thăm được tổ chức vào chiều ngày 17 tháng 10 năm 2007 tại khách sạn Radisson Bangkok ở Băng Cốc, Thái Lan. Sáu đội tuyển trong giải đấu nữ được bốc thăm chia thành hai bảng, mỗi bảng ba đội. Việt Nam và chủ nhà Thái Lan, với tư cách là đương kim vô địch và đương kim á quân của giải đấu lần trước, được chọn làm hạt giống tại hai bảng đấu; các đội còn lại được bốc thăm ngẫu nhiên.

## Trọng tài
Các trọng tài sau đây đã được lựa chọn để điều khiển tại giải đấu:
| Trọng tài - Chaitali Paul - Rita Gani - Daw San San Myint - Praew Semaksuk - Mai Hoàng Trang | Trợ lý trọng tài - Lee Suel-gi - Widiya Habibah Shamsuri - Daw Aye Man - Meena Rakklam - Huỳnh Thị Phụng Tiên - Công Thị Dung |

## Vòng bảng
Hai đội đứng đầu mỗi bảng lọt vào vòng bán kết.
Các tiêu chí xếp hạng
Các đội được xếp hạng theo điểm (3 điểm cho 1 trận thắng, 1 điểm cho 1 trận hòa và 0 điểm cho 1 trận thua), và nếu bằng điểm, các tiêu chí sau đây sẽ được áp dụng theo thứ tự, để xác định thứ hạng:
1. Hiệu số bàn thắng thua trong tất cả các trận đấu bảng;
2. Số bàn thắng ghi được trong tất cả các trận đấu bảng;
3. Điểm trong các trận đối đầu trực tiếp giữa các đội bằng điểm;
4. Hiệu số bàn thắng thua trong các trận đối đầu trực tiếp giữa các đội bằng điểm;
5. Số bàn thắng ghi được trong các trận đối đầu trực tiếp giữa các đội bằng điểm;
6. Nếu có nhiều hơn hai đội bằng điểm, và sau khi áp dụng tất cả các tiêu chí đối đầu ở trên, một nhóm nhỏ các đội vẫn còn bằng điểm nhau, tất cả các tiêu chí đối đầu ở trên được áp dụng lại cho riêng nhóm này;
7. Sút luân lưu nếu chỉ có hai đội bằng điểm và gặp nhau ở lượt trận cuối cùng của bảng;
8. Bốc thăm.

### Bảng A
| VT | Đội         | ST | T | H | B | BT | BB | HS  | Đ | Giành quyền tham dự     |
| -- | ----------- | -- | - | - | - | -- | -- | --- | - | ----------------------- |
| 1  | Việt Nam    | 2  | 2 | 0 | 0 | 14 | 1  | +13 | 6 | Vòng đấu loại trực tiếp |
| 2  | Lào         | 2  | 0 | 1 | 1 | 3  | 6  | −3  | 1 | Vòng đấu loại trực tiếp |
| 3  | Philippines | 2  | 0 | 1 | 1 | 2  | 12 | −10 | 1 |                         |

| Lào                           | 2–2      | Philippines                  |
| ----------------------------- | -------- | ---------------------------- |
| Souphavanh 39' · Sengmany 61' | Chi tiết | Impelido 48' · Agravante 50' |

| Philippines | 0–10     | Việt Nam |
| ----------- | -------- | --- |
|             | Chi tiết | Đỗ Thị Ngọc Châm 19', 33', 39', 44' · Đoàn Thị Kim Chi 23', 36' · Trần Thị Kim Hồng 53' · Nguyễn Thị Minh Nguyệt 61', 76' · Bùi Thị Tuyết Mai 78' |

| Việt Nam                                                                                          | 4–1      | Lào          |
| ------------------------------------------------------------------------------------------------- | -------- | ------------ |
| Bùi Thị Tuyết Mai 2' · Inthasvong 45' (l.n.) · Vũ Thị Huyền Linh 62' · Nguyễn Thị Minh Nguyệt 72' | Chi tiết | Sayasanh 64' |

### Bảng B
| VT | Đội          | ST | T | H | B | BT | BB | HS  | Đ | Giành quyền tham dự     |
| -- | ------------ | -- | - | - | - | -- | -- | --- | - | ----------------------- |
| 1  | Thái Lan (H) | 2  | 1 | 1 | 0 | 8  | 2  | +6  | 4 | Vòng đấu loại trực tiếp |
| 2  | Myanmar      | 2  | 1 | 1 | 0 | 7  | 2  | +5  | 4 | Vòng đấu loại trực tiếp |
| 3  | Malaysia     | 2  | 0 | 0 | 2 | 0  | 11 | −11 | 0 |                         |

| Thái Lan                                                             | 6–0      | Malaysia |
| -------------------------------------------------------------------- | -------- | -------- |
| Junpen 9', 25' · Nisa 14' · Pitsmai 53' · Suphaphon 87' · Sunisa 89' | Chi tiết |          |

| Malaysia | 0–5      | Myanmar                                                                           |
| -------- | -------- | --------------------------------------------------------------------------------- |
|          | Chi tiết | Moe Moe War 8' · Khin Marlar Tun 41', 89' · My Nilar Htwe 63' · Maragat Marri 69' |

| Myanmar                                | 2–2      | Thái Lan                         |
| -------------------------------------- | -------- | -------------------------------- |
| San Yu Naing 10' · Khin Marlar Tun 29' | Chi tiết | Nisa 42' · Anootsara 72' (ph.đ.) |

## Vòng đấu loại trực tiếp
Trong vòng đấu loại trực tiếp, nếu một trận đấu có kết quả hòa sau 90 phút:
- Tại trận tranh huy chương đồng, sẽ không thi đấu hiệp phụ, trận đấu được quyết định bằng loạt sút luân lưu.
- Tại trận bán kết và trận chung kết, sẽ tổ chức thi đấu hiệp phụ (có áp dụng luật bàn thắng vàng). Nếu kết quả vẫn hòa sau hiệp phụ, loạt sút luân lưu sẽ được sử dụng để xác định đội thắng.

### Sơ đồ
|  | Bán kết                         | Bán kết  |                                 |   | Trận tranh huy chương vàng | Trận tranh huy chương vàng |
|  |                                 |          |                                 |   |                            |                            |
|  | 10 tháng 12 – Nakhon Ratchasima |          |                                 |   |                            |                            |
|  |                                 |          |                                 |   |                            |                            |
|  | Thái Lan                        | 8        |                                 |   |                            |                            |
|  | Thái Lan                        | 8        | 13 tháng 12 – Nakhon Ratchasima |   |                            |                            |
|  | Lào                             | 0        |                                 |   |                            |                            |
|  | Lào                             | 0        | Thái Lan                        | 2 |                            |                            |
|  | 10 tháng 12 – Nakhon Ratchasima |          | Thái Lan                        | 2 |                            |                            |
|  |                                 | Việt Nam | 0                               |   |                            |                            |
|  | Việt Nam (s.h.p.)               | Việt Nam | 0                               | 2 |                            |                            |
|  | Việt Nam (s.h.p.)               |          |                                 | 2 |                            |                            |
|  | Myanmar                         | 1        |                                 |   |                            |                            |
|  | Myanmar                         | 1        | Trận tranh huy chương đồng      |   |                            |                            |
|  |                                 |          |                                 |   |                            |                            |
|  | 13 tháng 12 – Nakhon Ratchasima |          |                                 |   |                            |                            |
|  |                                 |          |                                 |   |                            |                            |
|  | Myanmar                         | 5        |                                 |   |                            |                            |
|  | Myanmar                         | 5        |                                 |   |                            |                            |
|  | Lào                             | 0        |                                 |   |                            |                            |

### Các trận đấu

#### Bán kết
| Thái Lan                                                                                   | 8–0      | Lào |
| ------------------------------------------------------------------------------------------ | -------- | --- |
| Nisa 10', 59' · Junpen 36', 75' · Anootsara 50' · Suphaphon 61' · Pitsmai 69' · Kitiya 87' | Chi tiết |     |

| Việt Nam                                           | 2–1 (s.h.p.) | Myanmar          |
| -------------------------------------------------- | ------------ | ---------------- |
| Đoàn Thị Kim Chi 49' · Nguyễn Thị Minh Nguyệt 101' | Chi tiết     | San Yu Naing 41' |

#### Tranh huy chương đồng
| Myanmar                                                                                      | 5–0      | Lào |
| -------------------------------------------------------------------------------------------- | -------- | --- |
| Sehhonivong 12' (l.n.) · Aye Nandar Hlaing 34', 69' · Margrat Marri 39' · San Yu Naing 90+1' | Chi tiết |     |

#### Tranh huy chương vàng
| Thái Lan                            | 2–0      | Việt Nam |
| ----------------------------------- | -------- | -------- |
| Pitsmai 61' · Anootsara 71' (ph.đ.) | Chi tiết |          |

### Huy chương vàng
| Bóng đá nữ Đại hội Thể thao Đông Nam Á 2007 |
| ------------------------------------------- |
| · Thái Lan · Lần thứ 4                      |

## Thống kê

### Cầu thủ ghi bàn
Đã có 52 bàn thắng ghi được trong 10 trận đấu, trung bình 5.2 bàn thắng mỗi trận đấu.
4 bàn thắng
- Junpen Seesraum
- Nisa Romyen
- Đỗ Thị Ngọc Châm
- Nguyễn Thị Minh Nguyệt

3 bàn thắng
- Khin Marlar Tun
- San Yu Naing
- Anootsara Maijarern
- Pitsmai Sornsai
- Đoàn Thị Kim Chi

2 bàn thắng
- Aye Nandar Hlaing
- Margrat Marri
- Suphaphon Kaeobaen
- Bùi Thị Tuyết Mai

1 bàn thắng
- Johny Sayasanh
- Phaivanh Souphavanh
- Teng Sengmany
- Moe Moe War
- My Nilar Htwe
- Edna Agravante
- Patrice Impelido
- Kitiya Thiangtham
- Sunisa Srangthaisong
- Trần Thị Kim Hồng
- Vũ Thị Huyền Linh

1 bàn phản lưới nhà
- Khuanta Sehhonivong (trong trận gặp Myanmar)
- Sangvan Inthasvong (trong trận gặp Việt Nam)

### Bảng xếp hạng
| VT | Đội          | ST | T | H | B | BT | BB | HS  | Đ  | Kết quả chung cuộc        |
| -- | ------------ | -- | - | - | - | -- | -- | --- | -- | ------------------------- |
| 1  | Thái Lan (H) | 4  | 3 | 1 | 0 | 18 | 2  | +16 | 10 | Vô địch - Huy chương vàng |
| 2  | Việt Nam     | 4  | 3 | 0 | 1 | 16 | 4  | +12 | 9  | Á quân - Huy chương bạc   |
| 3  | Myanmar      | 4  | 2 | 1 | 1 | 13 | 4  | +9  | 7  | Hạng ba - Huy chương đồng |
| 4  | Lào          | 4  | 0 | 1 | 3 | 3  | 19 | −16 | 1  | Hạng tư                   |
|    |              |    |   |   |   |    |    |     |    |                           |
| 5  | Philippines  | 2  | 0 | 1 | 1 | 2  | 12 | −10 | 1  | Bị loại ở vòng bảng       |
| 6  | Malaysia     | 2  | 0 | 0 | 2 | 0  | 11 | −11 | 0  | Bị loại ở vòng bảng       |